# Ronny Mosuse
Ronny Mosuse (Antwerpen, 17 mei 1971) is een Belgische zanger, muzikant, songwriter en muziekproducent.

## Biografie
In 1988 nam hij samen met zijn broers Robert en Jean-Paul deel aan Humo's Rock Rally. Hun groep The B-Tunes eindigde derde, na Ze Noiz en The Romans. Ze brachten de single "Stone cold woman" uit in een productie van Wouter Van Belle. Op aanraden van Hugo Matthysen zag en hoorde Bart Peeters de broers bezig en richtte hij samen met Robert en Ronny de The Radios op (Ronny schreef onder andere mee aan "She Goes Nana") in 1993 stapte hij uit de band. Nadien richtte hij zich op zijn solocarrière, hij schrijft teksten en produceert muziek ook voor andere artiesten, acteert en speelde jarenlang bij de humoristische rockgroep CPeX.

### Televisie
In de jaren 90 was hij muziekproducent voor het programma De (v)liegende doos, componist voor kindermusicals over Suske en Wiske en Pippi Langkous en presenteerde Rock Rapport. Hij had ook twee gastrollen bij de Vlaamse serie van F.C. De Kampioenen: in 1991 als voetballer in aflevering 13 van reeks 2 'Verliefd' en in 2010 als jurylid bij een zangwedstrijd (aflevering 3 van reeks 21 'Music Maestro').
Hij had een rol als Sylvain in de absurd komische reeks Het Peulengaleis op Canvas die tussen 1999 tot 2005 op Canvas uitgezonden werd.
In 2021 kwam het zevende seizoen Liefde voor Muziek uit waar Ronny nummers coverde van de anderen (Tourist LeMC, Bert Ostyn, Emma Bale, Geike Arnaert, Willy Sommers, Cleymans & Van Geel) - en uiteraard ook omgekeerd.

### Muziek & theater
Na The Radios bracht hij in 1994 zijn eerste soloplaat RonnyMo' en enkele singles als RonnyMo uit.Hij werkte mee aan het radioprogramma Cuisine X op Studio Brussel dat hij in 2001 samen met Steven Van Herreweghe presenteerde. Hij speelde bij de The Clement Peerens Explosition als Sylvain Aertbeliën en maakte ook zijn opwachting bij K's Choice en Hooverphonic.
Eind 2002 bracht hij het album Stronger uit, opgedragen aan zijn overleden broer Robert. In 2003 toerde hij door Vlaanderen met een strijkkwartet, waar Canvas een tv-special rond bracht. In het najaar van 2004 ging hij op tournee met een blazerskwartet. 
"Alles wat je doet", een nummer dat geproduceerd werd door Jan Leyers, won in 2005 de Prijs van het beste Lied van Radio 2. In het najaar van 2005 kwam zijn eerste Nederlandstalig album "Altijd Oktober" uit. Hij werkte mee aan cd's van Het Nieuwe Wereldorkest in 2004 en 2005.
De jaren daarop toerde hij met dat programma in een "pop"-bezetting in theaters. Zijn theaterprogramma Man met een boodschap bevatte teksten van onder andere Herman Brusselmans, Rick de Leeuw en Frank Vander linden.
In januari 2008 bracht hij de opvolger "Allemaal Anders" uit, een eveneens Nederlandstalig album dat voortsproot uit een reis naar Congo.
Hij werkt geregeld samen aan theaterstukken van en met Hugo Matthysen, zo musiceerde en acteerde hij onder andere in De Hersenhap in 2016 en Onbevreesd (met vis) in 2018.
Mosuse tourde solo (plus) met Nederlandstalige muziek in 2021, bijgestaan op gitaar door Aram Van Ballaert waarmee hij geregeld samen optreedt, ook buiten CPeX.
Hij vervulde van 1994 tot hun afscheid in januari 2023 de rol van basgitarist Sylvain Aertbeliën, een energieke vrouwenversierder getooid in opengeknoopt hemd, zonnebril en afropruik bij de Clement Peerens Explosition. Met CPeX werden drie albums, enkele ep’s en singles uitgebracht. Het nummer There is only one Sylvain! werd door hem gezongen en was tijdens concerten "zijn" moment. 
In 2023 gaat hij in Vlaanderen op tournee met Huroram! met Hugo Matthysen en Aram Van Ballaert. Ze brengen muziek en teksten uit het humoristische repertoire van Matthysen. Mosuse zingt, speelt (bas)gitaar en keyboard.  

### SOS Kinderdorpen
Hij is ambassadeur van SOS Kinderdorpen. Samen met Vincent Kompany trok hij de campagne voor Congo mee op gang. Getweeën steunen ze de bouw van een SOS Kinderdorp in Kinshasa.

## Trivia
- Mosuse schreef het boek De verborgen geschiedenis van mijn vader, uitgebracht in 2016 bij Van Halewijck. De gelijknamige documentaire werd vertoond op het Afrika Filmfestival. Hij gaat hierin op zoek naar zijn familiegeschiedenis langs vaderskant in Congo. [5]
- Mosuse sprak de Vlaamse stem in van Lucius Best / Frozone voor de films The Incredibles (2004) en Incredibles 2 (2018).